# بينايفاتو
بلدية بني فَتْحُون أو (نقحرة: بينايفاتو) (بالإسبانية: Benifato)‏, هي بلدية تقع في مقاطعة لقنت. جنوب شرق إسبانيا. يبلغ عدد سكانها 157 نسمة.